# Josef Blažek (odbojář)

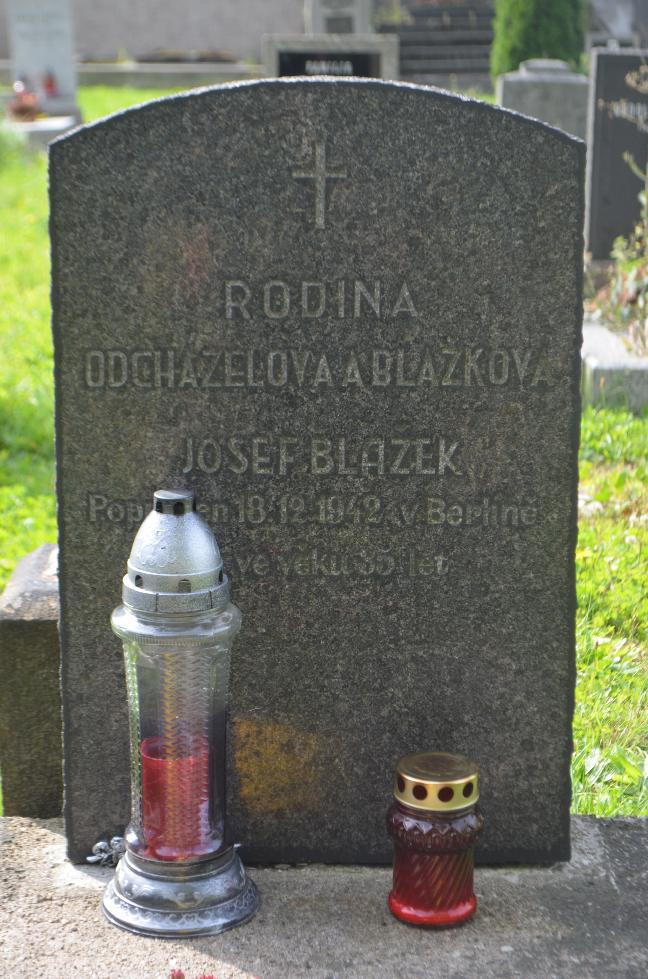
symbolický hrob Josefa Blažka

Josef Blažek (9. ledna 1908 Horní Růžodol – 18. prosince 1942 Berlín, ve věznici Plötzensee). Policejní úředník, po okupaci v roce 1939 se zapojil do odbojové činnosti. Byl zatčen a odsouzen k trestu smrti. byl sťat v berlínské věznici Plötzensee.

## Život
Po krátké praxi v advokátní kanceláři nastoupil jako úředník na policejní ředitelství v Liberci. Po okupaci Československa byl v od ledna 1939 přemístěn k překladatelskému oddělení Policejního ředitelství v Praze. Krátce po okupaci byl kontaktován Dr. Karlem Jarošem se kterým se znal z policejního ředitelství v Liberci a získán k odbojové činnosti.
V rámci skupiny Dr. Karla Jaroše vytvořil vlastní pracovní skupinu na překladatelském oddělení, kterou tvořili policejní agenti Stanislav Stodola, František Holec, František Černý a kancelářský pomocník František Beneš. Jejím úkolem bylo kromě získávání informací ze spisů prověřovat osoby podezřelé ze spolupráce s Gestapem. Dále pak ve spolupráci s kancelářským pomocníkem Miroslavem Pavlů kradl na pražském policejním ředitelství nevyplněné průkazy opatřené příslušnými razítky, které předával odboji.
Po zatčení Dr. Karla Jaroše společně se št. kapitánem Morávkem vyklidili kancelář ve 4. patře Odborového domu v pražské ulici Na Perštýně, kde Karel Jaroš zřídil kancelář pro potřeby organizace. Při této příležitosti Morávek Blažka marně přemlouval, aby okamžitě odešel do zahraničí.
Josef Blažek byl zatčen 6. května 1940 a v procesu se skupinou Dr. Karla Jaroše byl odsouzen za velezradu k trestu smrti. Rozsudek byl vynesen 11. června 1942, a vykonán 18. prosince 1942, kdy byli sťati policejní rada JUDr. Karel Jaroš, policejní kancelářský pomocník Josef Blažek, vrchní policejní sekretář Karel Habán, vrchní ministerský komisař Ivan Křiklava, sekční rada Jiří Sedmík, zubní lékař Oldřich Hlaváč, editor Hugo Vávra, stenotypistka Luise Reichmannová. 22. prosince 1942 pak policejní inspektor František Švabík.

## Památky
28. října 1948 byla na jeho počest pojmenována ulice, kde sídlilo tehdejší policejní ředitelství v Liberci na ul. Josef Blažka (dnes ulice Blažkova). Na hřbitově v Rochlicích se zachoval symbolický hrob.
Jeho jméno je rovněž uvedeno na památníku příslušníků bezpečnostních sborů v parku Dr. Karla Jaroše v Liberci.

## Ocenění
Dne 8. května 2025 byl in memoriam vyznamenán Zlatou lípou ministra obrany České republiky.